# Enrique María de Arribas y Turull
Enrique María de Arribas y Turull (f. 1952) fue un político, abogado e historiador español.
Perteneciente a la saga conservadora de los Arribas, era hijo de Julián Casildo Arribas, diputado a Cortes y de Concepción Turull y Comadrán. Publicó en 1913 una obra donde se defendían las tesis de un supuesto origen pontevedrés de Cristóbal Colón. Adscrito al maurismo, fue diputado a Cortes, resultando electo por el distrito conquense de Cañete en las elecciones de 1916, 1918, 1919, y 1920. También fue concejal del Ayuntamiento de Madrid. Falleció en la ciudad francesa de Biarritz el 29 de agosto de 1952.

## Obras
- — (1913). Cristóbal Colón, natural de Pontevedra. Madrid: Impr. de la Enseñanza.[3]